# بس است
«بس است» (به انگلیسی: Stop) ترانه‌ای از پینک فلوید است. این ترانه در آلبوم دیوار قرار داشت.
در این آهنگ پینک به درون خود پناه می‌برد، و می‌خواهد کشف کند مقصر این وضع نابسمانی که در ذهن خودش و در زندگی ناموفق بیرونی‌اش وجود دارد کیست؟ با این که خسته است و می‌خواهد به خانه برود، اما می‌خواهد بداند آیا در تمام این مدت، گناهکار بوده است؟